# Sh2-154
Sh2-154 est une nébuleuse en émission visible dans la constellation de Céphée.
Elle est située dans la partie sud-est de la constellation, à mi-chemin entre les étoiles Alderamin et Caph. La période la plus appropriée pour son observation dans le ciel du soir tombe entre les mois de juillet et décembre et elle est considérablement facilitée pour les observateurs situés dans les régions de l'hémisphère boréal, où elle se produit circumpolaire jusqu'aux régions tempérées chaudes.
Il s'agit d'une région H II d'extension discrète, située à une distance d'environ 1 000 pc (∼3 260 al), dans la même zone du bras d'Orion où se trouvent les associations stellaires Cepheus OB2 et Cepheus OB3. Selon Avedisova, le responsable de son ionisation serait une géante bleue de classe spectrale B0III. Autour de cette nébuleuse se trouvent plusieurs nuages moléculaires, dont la présence est clairement évidente à la longueur d'onde de 13CO. Parmi ceux-ci le plus notable est [YDM97] CO 50, dont la masse est égale à 1800 M☉, suivi de [YDM97] CO 43, avec une masse de 440 M☉, et [YDM97] CO 45, avec une masse de 200 M☉.